# Draco sumatranus
Draco sumatranus  (лат.) — вид ящериц из семейства агамовых, эндемик Юго-Восточной Азии.

## Описание
Длина тела составляет около 9 см, хвост немного длиннее. Тело тёмно-серого или коричневого цвета с полосками и узорами, помогающими замаскироваться на стволе деревьев. У самцов под подбородком имеется жёлтый треугольный лоскут кожи, который используется для общения с другими ящерицами, в основном, для спаривания. У самок гораздо меньший лоскут синего цвета.

## Образ жизни
Ящерица живёт в деградировавших лесах и городских парках. В первичных джунглях и густых вторичных лесах не встречается. Питается мелкими насекомыми, преимущественно муравьями и термитами. Живёт на деревьях, только самка спускается на землю, чтобы отложить яйца в подстилку.

## Распространение
Вид распространён в Индонезии, Малайзии, Сингапуре и на острове Палаван.